# E. R. Thomas Motor Company

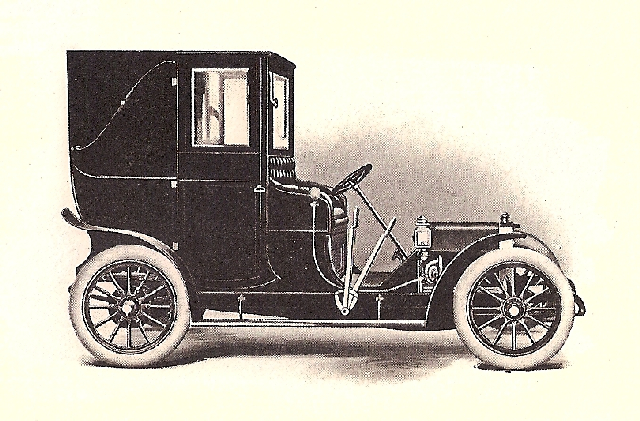
Thomas 4-20 Town Car del 1908

La E. R. Thomas Motor Company è stata una casa automobilistica e motociclistica statunitense attiva dal 1901 al 1919.

## Gli inizi
Il fondatore Erwin Ross Thomas (1851-1936) iniziò la sua attività alla fine dell'800 a Buffalo nello Stato di New York, come costruttore di biciclette. L'era dei veicoli a motore era agli inizi e Thomas se ne interessò immediatamente trasformando la produzione in cicli motorizzati rilevando la  Buffalo Automobile and Auto-Bi Company. La Auto-Bi, contrazione di Auto-Bike, del 1900 era una bicicletta motorizzata con un monocilindrico di 442 cm³ con trasmissione a cinghia, mantenendo anche il movimento a pedali e catena.
Le prime automobili prodotte fino 1902 nel nuovo grande stabilimento di Buffalo erano delle piccole due posti con motore monocilindrico da 3,5 o 6 hp, rimpiazzate nel 1903 da un nuovo modello bicilindrico, il primo sotto la nuova denominazione societaria E. R. Thomas Motor Company. Nel 1904 iniziò la produzione di una autovettura a cinque posti con un motore a tre cilindri in linea da 24 hp. Nella sua attività di costruttore, curiosamente E.R. Thomas non imparò mai a guidare un'automobile.

## La "Model 35" e la corsa New York-Parigi
La Model 35 del 1907, conosciuta come Thomas Flyer, era una autovettura di serie diventata famosa per aver vinto nel 1908 la corsa da New York a Parigi. La Thomas Flyer era dotata di un motore a 4 cilindri in linea di 9369 cm³, con alesaggio e corsa di 146 x 139,7 mm (5,75 x 5,5 pollici), per una potenza dichiarata di 70 hp, raffreddato ad acqua con pompa e ventilatore. La frizione era a dischi multipli e il gruppo cambio-differenziale era separato dal motore e trasmetteva il moto alle ruote posteriori tramite catene. Le ruote a raggi in legno montavano gomme da 36 x 4 pollici all'anteriore e 36 x 5 al posteriore.
Il robusto telaio era in profilati d'acciaio con sospensioni a balestra per entrambi gli assi. Tra le poche modifiche rispetto al modello di serie applicate per la corsa, ci fu l'adozione di una sospensione anteriore più alta, assi sui parafanghi da utilizzarsi nei passaggi più insidiosi (come sulla Itala 35/45 HP della Pechino-Parigi) e un serbatoio supplementare cilindrico posizionato nell'ampio spazio tra i sedili anteriori e posteriori. La macchina aveva un passo di 2997 mm.
La corsa partì il 12 febbraio del 1908 a Times Square, New York. Al via si presentarono sei equipaggi in rappresentanza di quattro nazioni, oltre alla Thomas Flyer, la tedesca Protos, l'italiana Züst e tre equipaggi francesi con una De Dion-Bouton, una Motobloc e una Sizaire-Naudin. Il percorso prevedeva di attraversare tutti gli Stati Uniti fino all'Alaska da dove si sarebbe dovuto attraversare lo Stretto di Bering, per proseguire fino a Parigi. Le difficilissime condizioni invernali in Alaska costrinsero gli organizzatori a un cambio di percorso, con ritorno a Seattle per imbarcarsi verso il Giappone e poi per la Russia; i tedeschi, pur proseguendo con quattro giorni di vantaggio per Parigi, non completarono questo tratto e vennero penalizzati di 30 giorni dando così la vittoria alla Thomas Flyer che giunse a Parigi il 30 luglio 1908. Oltre alla Protos penalizzata, solo la Züst degli italiani arrivò al traguardo a settembre.
La "Flyer" restaurata nelle esatte condizioni all'arrivo a Parigi è conservata alla Harrah's Collection del National Automobile Museum di Reno in Nevada.